# Напівалгебрична множина
Напівалгебри́чна множина́ — підмножина, що визначається скінченною системою поліноміальних рівнянь і нерівностей. Наприклад, півкруг є напівалгебричною множиною, оскільки його можна визначити системою
{\displaystyle \left\{{\begin{aligned}x^{2}+y^{2}\leqslant 1,\\y\geqslant 0.\end{aligned}}\right.}

## Визначення
Нехай {\displaystyle R} — поле дійсних чисел, або, загальніше, замкнуте дійсне поле.
Множина {\displaystyle S} в {\displaystyle R^{n}} напівалгебрична, якщо вона визначається кінцевою системою поліноміальних рівнянь вигляду {\displaystyle P(x_{1},...,x_{n})=0} і нерівностей вигляду {\displaystyle Q(x_{1},...,x_{n})>0}, або будь-яким скінченним об'єднанням таких множин.

### Пов'язані визначення
- Напівалгебрична функція — функція з напівалгебричним графіком.

## Властивості
- Скінченні об'єднання і перетини напівалгебричних множин напівалгебричні. (Те ж істинне й для алгебричних подмноговидів.)

- Доповнення напівалгебричних множин також напівалгебричні.

- (Теорема Зайденберга — Тарського[ru]) Проєкція напівалгебричної множини напівалгебрична.

- Напівалгебрична множина на щільній відкритій підмножині є локально алгебричним підмноговидом.
  - Розмірність напівалгебричної множини визначається як максимальна розмірність таких локальних многовидів.